# Czech Nowacki
Czech Jerzy Nowacki (ur. 21 marca 1915 w Wałkowie, zm. 23 kwietnia 2004 w Dusznikach-Zdroju) – major pilot obserwator Wojska Polskiego, kawaler Virtuti Militari.

## Życiorys
Miał czwórkę rodzeństwa, m.in. braci Lecha i Rusa. W 1931 r. odbył kurs szybowcowy w Wojskowym Obozie Szybowcowym w Ustianowej. Podczas jednego z lotów pilotowany przez niego szybowiec Wrona uległ katastrofie, ale pilot nie odniósł obrażeń. Egzamin maturalny zdał w 1937 r. w poznańskim gimnazjum i wstąpił do Szkoły Podchorążych Lotnictwa w Dęblinie. Naukę ukończył w 1939 r. jako podporucznik obserwator z 92. lokatą. Nie zdążył otrzymać przydziału do jednostki bojowej, został ewakuowany na Węgry, skąd przedostał się do Francji. Został skierowany na kurs nawigatorów na lotnisku Aerienne k. Clermont-Ferrand.
Po upadku Francji przedostał się do Wielkiej Brytanii, gdzie zgłosił się do służby w Polskich Siłach Powietrznych. Otrzymał numer służbowy RAF P-1046. Został skierowany na szkolenie w pilotażu samolotów brytyjskich do 15 Elementary Flying Training School w Carlisle i 18 Operational Training Unit w Hucknall. Po ukończeniu szkolenia został przydzielony do dywizjonu bombowego 301. W nocy z 26 na 27 kwietnia 1942 r. dowodził załogą Wellingtona (21317 GR-U) podczas nalotu na Rostock. Samolot został poważnie uszkodzony, ale pilot zdołał go doprowadzić na teren Szwecji, gdzie załoga została internowana.
Po krótkim internowaniu 21 lutego 1943 r. powrócił do Anglii i do latania bojowego. Po ukończeniu tury lotów bojowych zgłosił się we wrześniu do służby w 138 dywizjonie specjalnego przeznaczenia RAF. W jednym z lotów do Polski ze zrzutem zaopatrzenia na placówkę „Baran” 511, z 9 na 10 października 1943 r., pilotowany przez niego B-24 Liberator (B2858 NF-F) został trafiony przez artylerię przeciwlotniczą w zbiorniki paliwa. Pomimo uszkodzenia załoga dokonała zrzutu w zaplanowanym miejscu. Podczas drogi powrotnej wyskoczyła na spadochronach nad Szwecją i została internowana na miesiąc.
W czerwcu 1944 r. powrócił do jednostki. Rozpoczął naukę w Wyższej Szkole Lotniczej, którą ukończył w ramach VI kursu 17 września 1945 r. Nie zdecydował się na powrót do komunistycznej Polski, pozostając na emigracji w Wielkiej Brytanii. Wstąpił do Polskiego Korpusu Przysposobienia i Rozmieszczenia (PKPiR), a po demobilizacji ukończył studia fizjoterapeutyczne i prowadził gabinet fizjoterapii w Kornwalii.
W 1989 r. zdecydował się na powrót do Polski. Zmarł 23 kwietnia 2004 r. w Dusznikach i został pochowany na tamtejszym cmentarzu.

## Życie prywatne
Podczas służby w PKPiR poznał Joan, z którą zawarł związek małżeński. Mieli dwóch synów: Lecha Ryszarda oraz Robina Rusa. Małżeństwo rozpadło się pod koniec lat 80. XX w.

## Upamiętnienie
30 grudnia 2009 r. imieniem Czecha Nowackiego został nazwany park w Dusznikach-Zdroju. Na kompleks parkowy składa się Czarny Staw, boisko do siatkówki, plac zabaw oraz teren rekreacyjny.

## Ordery i odznaczenia
Za swą służbę otrzymał odznaczenia:
- Krzyż Srebrny Virtuti Militari nr 8377,
- Złoty Krzyż Zasługi z Mieczami,
- Krzyż Walecznych – trzykrotnie,
- Medal Lotniczy,
- Krzyż Armii Krajowej,
- Krzyż Kombatanta-Ochotnika Ruchu Oporu.